# ポッツァーリア・サビーナ
ポッツァーリア・サビーナ（伊: Pozzaglia Sabina）は、イタリア共和国ラツィオ州リエーティ県にある、人口約310人の基礎自治体（コムーネ）。

## 地理

### 位置・広がり
リエーティ県のコムーネ。県都リエーティから南南東へ29kmの距離にある。

#### 隣接コムーネ
隣接するコムーネは以下の通り。括弧内のRMはローマ県所属を示す。
- アスクレーア
- カステル・ディ・トーラ
- コッレ・ディ・トーラ
- コッレジョーヴェ
- オルヴィーニオ
- パガーニコ・サビーノ
- ポッジョ・モイアーノ
- スカンドリーリア
- トゥラーニア
- ヴィヴァーロ・ロマーノ (RM)

### 気候分類・地震分類
ポッツァーリア・サビーナにおけるイタリアの気候分類 (it) および度日は、zona E, 2963 GGである。
また、イタリアの地震リスク階級 (it) では、zona 2B (sismicità media) に分類される。